# Kofranka
Kofranka (zkratka Ko) je pozdní až velmi pozdní, interspecifická moštová odrůda révy (též hybridní odrůda, mezidruhové křížení, PiWi odrůda), určená k výrobě červených vín. Odrůda byla vyšlechtěna kolektivem šlechtitelů Vědeckovýrobního sdružení Resistant ve Velkých Bílovicích, křížením odrůd Merlan (Merlot x Seibel 13 666) a Fratava (Frankovka x Svatovavřinecké).
Merlan je interspecifická moštová odrůda, vyšlechtěná v Moldavsku, ve výzkumném ústavu Vierul v Kišiněvě. Šlechtitelský materiál byl získán přímo od pracovníků výzkumného ústavu a využit kolektivem šlechtitelů Resistant například při šlechtění sesterských odrůd Cerason, Laurot a Marlen (pocházejí ze stejného křížení), odrůdy Nativa, která pochází ze stejných rodičů, ale v tomto případě je Merlan otcovskou odrůdou, ale i odrůd Malverina, Erilon, Savilon a Vesna.
Fratava je úspěšný kříženec Lubomíra Glose z Moravské Nové Vsi, který byl kolektivem šlechtitelů Resistant využit též při šlechtění sesterských odrůd Cerason, Laurot a Marlen a odrůdy Nativa, která pochází ze stejných rodičů v opačném pořadí.

## Popis
Réva odrůdy Kofranka je jednodomá dřevitá pnoucí liána, dorůstající v kultuře až několika metrů. Kmen tloušťky až několik centimetrů je pokryt světlou borkou, která se loupe v pruzích. Úponky révy umožňují této rostlině pnout se po pevných předmětech. Růst je bujný, olistění je husté.
Listy jsou malé až středně velké, okrouhlé, tří- až pětilaločnaté s mělkými, méně často středně hlubokými, otevřenými výkroji, čepel listu je zvlněná, řapíkový výkroj je široce překrytý, někdy s malým průsvitem, s ostrým dnem, řapík je delší, než medián listu, někdy stejně dlouhý, narůžovělý, stejně jako žilnatina v okolí připojení řapíku.
Oboupohlavní pětičetné květy v hroznovitých květenstvích jsou žlutozelené, samosprašné. Plodem jsou malé, okrouhlé bobule modročerné barvy, jejich dužina je bez zabarvení. Hrozen je malý až středně velký, průměrně hustý, kuželovitý, často s dvěma malými křidélky.

## Původ a rozšíření
Kofranka je interspecifická moštová odrůda, která byla vyšlechtěna kolektivem šlechtitelů Vědeckovýrobního sdružení Resistant Velké Bílovice (později Vinselekt Perná), křížením odrůd Merlan (Merlot x Seibel 13 666) a Fratava (Frankovka x Svatovavřinecké). Šlechtiteli byli Doc. Ing. Miloš Michlovský, CSc., Ing. František Mádl, Prof. Ing. Vilém Kraus, CSc., Lubomír Glos a Vlastimil Peřina. Vlastní křížení bylo provedeno roku 1985, selekce postupně proběhla v Lednici na Moravě, v Břeclavi a v Perné.
Do Státní odrůdové knihy České republiky byla odrůda zapsána roku 2011. Udržovatelem odrůdy je Prof. Ing. Vilém Kraus, CSc.. Zastoupení ve vinicích je minimální, pěstuje se víceméně v pokusných výsadbách.

## Název
Název odrůdy bývá v podobných případech často kombinací názvů rodičovských odrůd, v tomto případě je jednoznačně inspirován odrůdami Fratava a Frankovka, vyráběná vína mohou typově připomínat vína těchto odrůd. Pracovní název odrůdy byl Mi-5-76.

## Pěstování
Růst je bujný a olistění husté, proto je odrůda náročnější na zelené práce. V ČR dozrává ve druhé polovině až ve třetí dekádě října. Výnos hroznů je vysoký až průměrný, mošt dosahuje vyšších hodnot acidity a cukernatosti. Při vysoké násadě vyžaduje redukci počtu hroznů. Doporučuje se odlistění zóny hroznů a 1-3 ošetření proti chorobám za vegetaci. Doporučené zatížení je 4 až 6 oček na m².

### Choroby a škůdci
Při pěstování pod fungicidní ochranou odrůda dobře odolává plísni šedé (Botrytis cinerea) a padlí révovému (Uncinula necator), průměrně až podprůměrně odolává plísni révové (Plasmopara viticola). Odolnost vůči škůdcům je dobrá až průměrná.

### Poloha a půdy
Odrůda má vyšší požadavky na stanoviště, je vhodná pro pěstování v lepších a tradičních vinařských polohách, nejlépe na dobře exponovaných svazích v dobře odvodněných půdách, které ovšem nesmí být suché či vysýchavé.

## Víno
Při vinifikaci je nezbytné dostatečné vyzrání hroznů a proces jablečno-mléčného kvašení. Vína dobře vyzrávají v dubových sudech, jsou vhodná pro výrobu kupáží s jinými modrými odrůdami. Odrůdová vína jsou intenzívně tmavě rubínově červená, velmi ovocitá, vůně připomíná sušené švestky, višně a lesních plody, chuť je plná, extraktivní, s výraznější tříslovinou.

### Multimédia
- Martin Šimek : Encyklopédie všemožnejch odrůd révy vinné z celýho světa s přihlédnutím k těm, co již ouplně vymizely, 2008-2012